# Пост
Пост је вољно уздржавање од јела (хране), или, од јела и пића за одређен временски период. Може да буде потпуни (потпуно уздржавање од јела) или делимични (уздржавање само од неке врсте хране). Пост може бити даноноћан током периода поста, као у православљу, или се може упражњавати само у одређено доба дана, као код муслимана током светог месеца Рамазана. У зависности од традиције, пост може укључивати и забрану полног општења. Медицински пост се може упражњавати ради детоксикације организма.

## Утицаји на здравље

### Медицинска примена
Пошћење се увек практикује пре операција или других процедура ради којих се користи општа анестезија због могуће плућне аспирације гастричног садржаја након индукције анестезије (тј. повраћање и удисање исповраћаног садржаја, што може да узрокује по живот опасну аспирацијску пнеумонију). Додатно, поједини медицински тестови, као што је тестирање холестерола (липидног панела) и поједина мерења нивоа крвне глукозе захтевају пошћење током неколико сати, тако дасе може успоставити основна линија. У случају липидног панела, одсуство поста током пуних 12 сати (укључујући витамине) узрокује повишена мерења триглицерида.

### Канцер
Пошћење или повремена калоријска рестрикција се може користи за побољшање третмана канцера. Хронично пошћење се не препоручује за људе са ризиком од канцера ради губитка тежине или супресије имунског система.

## Пост у будизму
Пост се, у будистичком значењу, обично односи на праксу уздржавања од хране између поднева и следећег јутра, као што је прописано монашким правилима. Ово је редован, свакодневни обичај будистичких монаха; у време поста је једино допуштено пити воду. Овакву праксу следе и поједини световњаци у смислу подвига који доноси нарочите заслуге; посту се обично приступа у свете будистичке дане (о младом и пуном Месецу). Ипак, будистички став је далеко наклоњенији умереном уздржавању од хране, него дугим периодима потпуног поста (види: Средњи пут).
Од тринаест пракси које се сматрају подстицајним у светом животу, тј. „средствима прочишћења“ (дхутанга), и којих се треба придржавати током краћих или дужих периода, три праксе се односе на храну, односно конзумирање једног оброка дневно, при чему се једе искључиво из зделе за милодаре и одбија помоћ са стране. Важност исправне моралне намере која прати ову праксу наглашена је у вези са таквим навикама уздржавања; пуко спољашње испољавање је само по себи безвредно; ове навике су корисне само „ако се упражњавају ради умерености, задовољства, чистоће, итд.“
Једна од десет тачака недисциплине за коју су вађијански монаси оптужени на Другом будистичком сабору у Весалију било је узимање хране након што је Сунце прошло зенит.

## Пост у хришћанству
Пост у православном хришћанству представља уздржавање од одређене врсте хране ("мрсне"), као и од сваког облика грешних дела, помисли и жеља. Поред молитве, и свега што служи духовном животу, црквени оци приписују и посту нарочиту важност. Они су посматрали тело и душу као једну целину и тако их и третирају у свим њиховим манифестацијама. Душа делује на тело како живоносно, тако и смртоносно, што у обратном случају исто и за тело значи. Нема остварења ни испуњења човекове личности ако све силе душе: разум, воља и осећање, као и тело узајамно не суделују. Али, то није могуће постићи без прихватања поста, и душевног и телесног. У православљу постоје 4 вишедневна поста: божићни, ускршњи (велики, часни, света четрдесетница), петровски и великогоспојински пост. Петровски пост (летњи) може трајати најкраће једну седмицу и један дан, а најдуже шест седмица. Почиње од првог понедељка након тродневног празновања Духова (Педесетнице), и почетак је покретан у смислу датума, а последњи дан поста је дан пред Петровдан, и тај дан није покретан - увек је тога дана. Помиње се од 4. века.  Једнодневни постови су средом и петком и на два празника Крстовдана (јануар и септембар), као и на празник Усековање главе Светог Јована крститеља. Поред ових обавезних постова, у Српској православној цркви су постојали и заветни, необавезни и седмодневни, који су се држали пред неке празнике, као Савица, Покровски пост, Аранђеловица...  Владике могу да уведу и ванредне постове, ако се деси нека невоља у народу као рат, епидемија...

### Порекло поста
Утемељитељем хришћанскога подвига, се сматра Исус Христос, који је уочи ступања у подвиг искупљења рода људскога, укрепио је себе дуготрајним потпуним постом. И сви подвижници, почињући да служе Господу, наоружавали су се постом и нису друкчије ступали на пут Крста но спроводећи пост. 
- Мојсије после потпуног поста од четрдесет дана усудио се да се попне на врх горе Синаја, и да прими од Бога плоче са десет заповести.
- Пророк Самуило био је плод поста. Његова мајка Ана, пошто је постила, помолила се Богу: "Господе сила, помилуј ме и подари ми дете, па ћу га посветити Теби“.
- Великог јунака Самсона је пост учинио непобедивим. Преко поста је зачет у утроби матере своје. Пост га је родио. Пост га је одојио. Пост га је отхранио. Онај пост којег је одредио анђео: "Дете које ћеш родити, не треба да окуси ништа од плодова винограда. Неће пити вина нити било које друго опојно пиће“. Док је Сампсон живео са постом, побеђивао је на хиљаде Филистејаца, рушио врата утврђених градова, задавио рукама лава. Међутим када је напустио пост и Далилда га навела на пијанство и у блуд, био је заробљен, ослепљен и исмејан од својих непријатеља.
- После поста од четрдесет дана удостојио се пророк Илија да се сретне са Господом лицем у лице. После поста васкрсао је умрло дете и показао се јачим од смрти. После поста затворио је небо да не пада киша за три и по године. То је учинио да би омекшао тврдокорност срца Израиљаца који су се били предали разврату и безакоњу. Тако је изазвао принудни пост у целом народу, док се не покају и исправе своје грехе, који су проистекли од удобног и разнеженог живота.
- Пророк Данило, који за двадесет дана није окусио хлеба нити пио воде, поучио је чак и лавове да посте. Гладни лавови нису га растргли, као да је имао тело од камена или бакра или неког другог тврдог материјала. Пост је ојачао тело Пророка и учинио га неповредивим за зубе звери, као што боја чини гвожђе неповредивим за рђу.
- Живот Светог Јована Крститеља био је непрекидни пост. Није имао ни кревета, ни трпезе, ни имања, ни стоке, ни магацине хране, нити било шта друго од онога што се сматра неопходно за живот. Но управо због тога Господ је посведочио да је он "највећи од рођених од жене“.
- Пост је подигао до трећег неба и Апостола Павла. Њега чак убраја у невоље и страдања која је поднео у своме мисионарском раду за славу Божију и спасење људи.
- Ниневљани, да нису постили и они сами и њихова стока, не би избегли катастрофу.
- Пост је моћно оружје против демона. "Овај род (демонски) не изгони се ничим другим, до само молитвом и постом", рекао је Исус након истеривања демона који је био обузео једног младића.

У Библији је пост редовно потпуни пост.

### Сврха и намена поста
Ми не треба да умртвљујемо своје тело, него своје страсти. Пост не значи да се само уздржавамо од мрсне хране, већ у првој линији то је одрицање од злочестивих мисли, жеља и дела. Телесни пост је свакако неопходно помоћно средство за успешну борбу против страсти, нарочито против гордости која се сматра кореном сваког даљег зла. Тело које у греху има заједничко учешће са душом, треба са њом и у врлинама да има учешћа. Стваран пост је у првој линији уздржавање од сваке похоте. Без духовног поста, кажу оци, сам телесни пост Бог не прихвата. Пост има у првом реду духовни смисао и он је органски повезан са целокупним духовним животом. Стварни пост приводи човека смирењу. А у смирењу човек стиче сазнање, да за човека спасење лежи једино у Богу, у његовој милости. Код стицања свих врлина и код испуњења свих заповести, свети оци придају врлини расуђивања највећу важност. Расуђивање значи дар разликовања онога што је корисно, и онога што је штетно - тамо где је истина, и тамо где је лаж.

### Општа правила поста
Пост се не састоји толико у томе да се једе ретко, колико да се једе мало. Неразуман је онај посник који ишчекује одређени час, а онда се за трпезом сав предаје ненаситој наслади. Храну уопште треба узимати свакога дана толико да се тело окрепи и буде пријатељ и помоћник у вршењу добродетељи (врлине). Иначе, може да се деси да од изнурења тела и душа онемоћа. Не може свако да прими на себе строго правило уздржања.
Неки су постови строжи од других. Најстрожи су Васкршњи и Госпојински пост. За време тих постова, уље је дозвољено само суботом и недељом, као и на извесне празнике. Тако на пример, пост је на дан Четрдесет мученика у Севастији разрешен на уље и вино. Употреба рибе, уља и вина дозвољена је на празник Цвети као и на Благовести, уколико не падају за време Страсне седмице. За време Богородичиног поста, риба је дозвољена само на празник Преображења Господњег, док се осталим даним пости на води (осим суботом и недељом, када је разрешено на уљу).
Петровски и Божићни постови су мање строги. Средом и петком се пости на води, а другим данима је дозвољено јести на уљу. 3а петровски пост је дозвољено јести рибу свакога дана, осим среде и петка, а божићни пост дозвољава да се риба једе само суботом и недељом, као и на празник Ваведења Пресвете Богородице (без обзира у који дан падне). Уколико славите славу за време поста (Свети Никола) тога дана, дозвољена је и риба. Такође, уколико ваша слава пада ван поста, али у среду или петак, треба да је посна.
Има дана који се посте посебно строго на води, или једемо само једном дневно (увече) хлеб и воду – обично на Велики Петак - до 3 сата послеподне (изношења плаштанице), после чега се узима лаган оброк „на води“. Прва три дана Васкршњег поста се такође посте посебно строго, као и последња недеља поста. Такође, у току васкршњег поста на води, среда и петак се увек посте посебно строго.
Ово су најосновнија правила поста. Сваки хришћанин би пре почетка поста требало да поразговара са својим свештеником или духовником и утврди која врста поста одговара највише његовим духовним и физичким снагама. Не може свако да прими на себе строго правило уздржавања или да се лиши свега што му је потребно за олакшање немоћи. Овде спадају нарочито деца, стари, болесни, труднице и дојиље, као и они који обављају тешке физичке послове. Пост може бити олакшан под назором духовника, али никако укинут.

### Посни дани
Једнодневни постови:
- Дан пре Богојављења - Крстовдан
- Дан Воздвижења часног крста - Крстовдан
- Дан Усековања главе Св. Јована Крститеља
- Свака среда и петак (сем за време трапавих седмица)

Велики годишњи постови:
- Васкршњи пост (Велики, Часни) - 7 седмица
- Петровски пост (Апостолски) - (трајање зависи од датума када пада Васкрс, око 40 дана)
- Госпојински пост (Богородичин) - 2 седмице
- Божићни пост - 40 дана

Неке недеље су разрешене поста ("трапаве седмице"). Нпр. недеља после Васкрса је разрешена на пост у среду и петак као и недеља после Божића.

## Пост у исламу
Постите да бисте били здрави.— Мухамед
Пост је једна од пет темељних дужности ислама, поред сведочења да нема другог Бога осим Алаха и да је Мухамед његов посланик, клањању намаза, давању зеката и обављању хаџа. У Исламу је пост начин изражавања вере у Бога (арапски: Алах) преко уздржавања од јела, пића, телесних ужитака и пушења, све од зоре па до заласка сунца. Пост деветог месеца муслиманске године, рамазана је строга обавеза (фарз) које се сви одрасли здрави муслимани, мушкарци и жене, треба да придржавају.
Куран каже: „О, ви који вјерујете, пост вам је прописан као што је био прописан и онима прије вас да бисте били богобојазни." (2:183)
Почетак рамазана мора бити оглашен народу на начин који је према месним обичајима утврђен. У месецу Рамазану је почела објава Курана, и добијена битка код Бадра. Када наступи следећи месец, а месец поста прође, слави се празник назван Ид ал фитр- Бајрам.
За време поста забрањено је:
- уношење хране и пића, намерно повраћање
- полни односи
- намерно избацивање семена, која је последица полног додира.

Пост може бити обавезан према пет правних категорија: 
1. у месецу рамазану;
2. ако неко мора надокнадити дане пропуштене у рамазану;
3. пост на који се неко заветовао;
4. у одређеним околностима, када се испашта за преступ

Закон (шеријат) такође предвиђа и неке од олакшица у следећим околностима:
- за оне који су достигли одређену старост.
- за болесне, за које нема наде у оздрављене; они смеју пропустити пост без обавезе надокнаде.
- ако се трудне жене или дојиље боје да би им било опасно постити; надокнада је обавезна.
- болесници који се надају опоравку, као и они који су савладани глађу и жеђу смеју прекинуту пост, али то морају надокнадити.
- путници који крећу на пут, а по повратку ће надокнадити.
- они којима предстоји обављање тешког физичког рада, надокнадиће када буду могли.
- жене при менструалном крварењу или крварењу након порођаја, али ће надокнадити касније када крварење престане.

Ал-Газали истиче велико значење које у очима Господа има пост; као разлог наводи то да је пост пасивно дело, и да нико не види када неко пости осим Бога; стога је пост „капија која води у службу Богу“.